# Phausina bivittata
Phausina bivittata là một loài nhện trong họ Salticidae.
Loài này thuộc chi Phausina. Phausina bivittata được Eugène Simon miêu tả năm 1902.